# Andreas Feldtkeller (Stadtplaner)
Andreas Feldtkeller (* 28. September 1932 in Berlin-Charlottenburg; † 29. August 2024) war ein deutscher Architekt und Stadtplaner.

## Leben und Wirken
Andreas Feldtkeller studierte Architektur an der Technischen Hochschule Stuttgart und an der Technischen Universität Berlin. Anschließend arbeitete er auf dem Gebiet der Objektplanung sowie in Forschung und Lehre in Stuttgart, Köln und Kingston-upon-Thames in London. Von 1963 bis 1969 war er Mitarbeiter bei der regionalen Planungsgemeinschaft der Region Neckar-Alb.
1969 begann er eine Tätigkeit bei der Stadt Tübingen, wo er von 1972 bis 1997 Leiter des Stadtsanierungsamtes war. Er war verantwortlich für die Erneuerung der historischen Altstadt von Tübingen, für Ortskern- und Wohnumfeldmaßnahmen und die Umnutzung von Kasernenarealen in der Südstadt von Tübingen. Das Konzept und die Projektdurchführung der Stadtentwicklungsmaßnahme Französisches Viertel wurden 2001 mit dem Deutschen Städtebaupreis und 2002 mit dem Europäischen Städtebaupreis ausgezeichnet.
Seit 1997 war er als freiberuflicher Stadtplaner tätig. In seiner Tätigkeit und in seinen Veröffentlichungen behandelte er Themen wie Nutzungsmischung, Innen- und Quartiersentwicklung, Stadtbrachenrecycling und besonders das Thema „Stadt der kurzen Wege“. 1998 führte er für Mechanismen, die verwendet werden, um den Kontakt mit der Außenwelt zu vermeiden, den Begriff „Störungsvermeidung“ ein. Er arbeitete am Bauforschungsprojekt EVALO (Eröffnung von Anpassungsfähigkeit für lebendige Orte) mit.

## Schriften
- mit Hans Schädel (Hrsg.): Kirchen und Gemeindezentren. Krämer, Stuttgart 1956.
- mit Rudolf Schwarz: Kirchen von heute. Krämer, Stuttgart 1959.
- mit Jürgen Sydow: Das Tübinger Rathaus. Universitätsstadt Tübingen, Tübingen 1984.
- Die zweckentfremdete Stadt. wider die Zerstörung des öffentlichen Raums. Campus, Frankfurt am Main 1994, ISBN 3-593-34921-3. 2. Auflage 1995.
- Dokumente zu Ernst Zimmer und zur Geschichte des Hölderlinturms. Text und Bearbeitung Andreas Feldtkeller und Wilfried Setzler. Kulturamt, Tübingen 1997, ISBN 3-910090-21-4.
- (Hrsg.): Städtebau: Vielfalt und Integration. Neue Konzepte für den Umgang mit Stadtbrachen. DVA, Stuttgart 2001, ISBN 3-421-03276-9.
- Die „Stadt der kurzen Wege“. Ein Mosaik unterschiedlicher Lebensqualitäten. In: Franziska Eichstädt-Bohlig (Hrsg.): Das neue Gesicht der Stadt. Strategien für die urbane Zukunft im 21. Jahrhundert. Hrsg. von der Heinrich-Böll-Stiftung. Berlin 2006, ISBN 3-927760-52-8.
- Zur Alltagstauglichkeit unserer Städte. Wechselwirkungen zwischen Städtebau und täglichem Handeln. Schiler, Berlin 2012, ISBN 978-3-89930-278-3.
- (Mitautor): Französisches Viertel Tübingen. Fotos: Andreas Feldtkeller. Stadtwandel, Regensburg 2015, ISBN 978-3-86711-228-4.
- Zur Planungspraxis der Mischung. Prolog in: Klaus Schäfer (Hrsg.): Aufbruch aus der Zwischenstadt. Urbanisierung durch Migration und Nutzungsmischung. transcript, Bielefeld 2018, ISBN 978-3-8376-4365-7, S. 13–19.